# Verchotoerje
Verchotoerje (Russisch: Верхотурье; in vertaling ongeveer "Boven de Toera") is een van de oudste Russische plaatsen ten oosten van het Oeralgebergte en de oudste van de oblast Sverdlovsk, waarin het is gelegen. Het ligt op 306 kilometer ten noorden van Jekaterinenburg aan de linkeroever van de rivier de Toera (zijrivier van de Tobol, stroomgebied van de Ob). Het is het bestuurlijk centrum van het gemeentelijk district Verchotoerski.

## Geschiedenis
De plaats werd gesticht in 1597 tijdens een expeditie van Vasili Golovin en Ivan Vojejkov als een ostrov op de plaats van een oudere Mansenplaats.

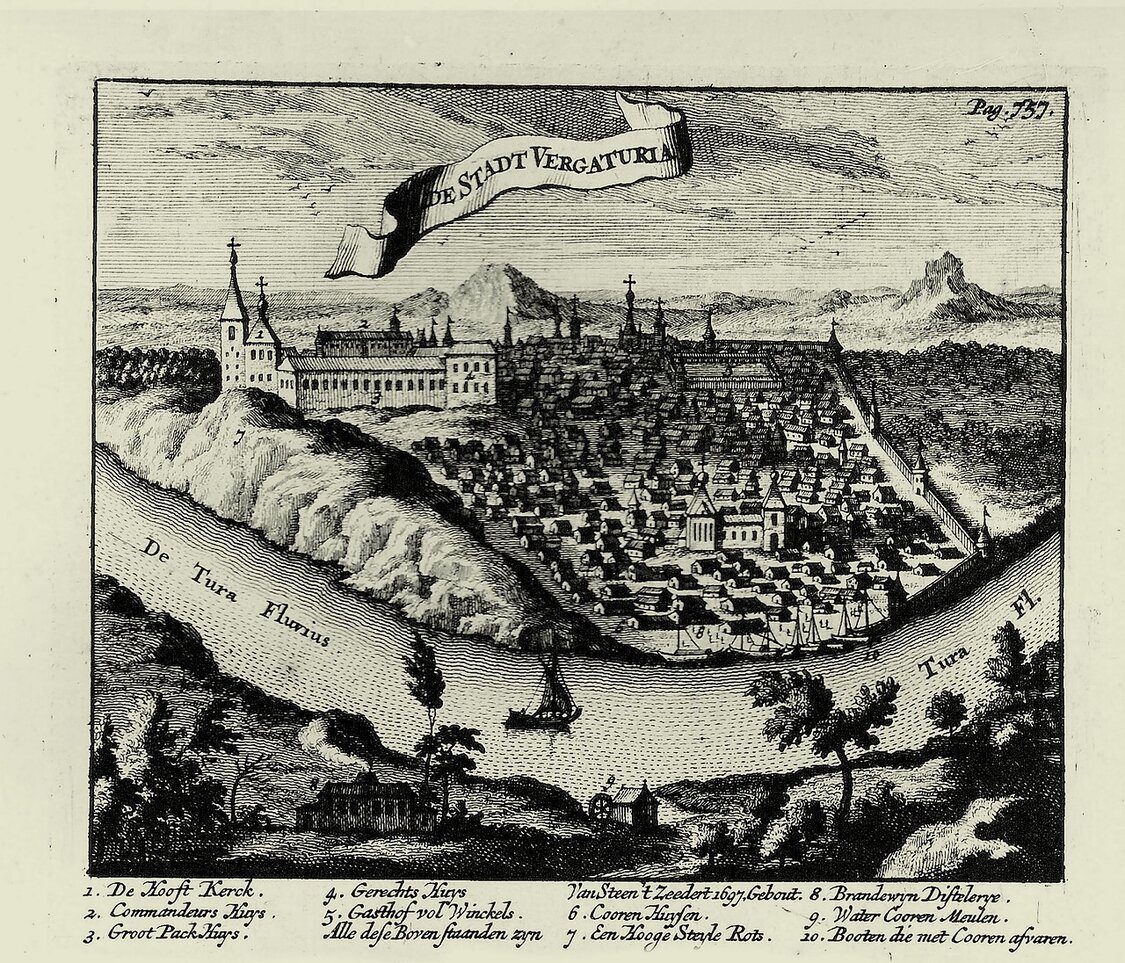
Verchotoerje aan het einde van de 17e eeuw

In 1598 werd de Babinovskoj-weg aangelegd, die een belangrijke nieuwe verbinding vormde naar Siberië. Ook de rivier de Toera was een belangrijke handelsroute. De plaats groeide al snel uit tot het bestuurlijk centrum van het nieuwe kolonisatiegebied en was het belangrijkste economische centrum van Siberië tot halverwege de 18e eeuw, toen industriële centra als Jekaterinenburg en Pervo-oeralsk belangrijker werden. Hierna werd de stad een belangrijk religieus centrum voor de Russisch-orthodoxe Kerk. De plaats kreeg de status van stad in 1947.
In december 2006 werden plannen bekendgemaakt voor de bouw van een olieraffinaderij bij de stad voor de voorziening van diesel aan de Oeral, andere regio's in Rusland en het buitenland. Deze zou binnen 3 jaar (2009) in gebruik moeten worden genomen. De kosten zijn geraamd op 1,5 miljard dollar en de productiecapaciteit op 3 miljoen ton diesel per jaar.

## Stadsbeeld
De stad bestaat onder andere uit een versterkt kremlin; het Verchotoerje kremlin, 2 kloosters, de Drie-eenheidskathedraal en een aantal kerken. In de plaats bevindt zich ook het huis waar Grigori Raspoetin prins Aleksej Nikolajevitsj Romanov wilde brengen om hem te genezen van zijn hemofilie. De plaats is erg bekend binnen Orthodox Rusland. Onder andere de patriarch van Moskou Alexius II bezocht de plaats.

## Transport
Op 6 kilometer van de plaats bevindt zich een treinstation bij de plaats Privokzalny aan de spoorlijn van Koesjva (station Goroblagodatskaja) naar Priobje (in Chanto-Mansië).
De plaats heeft ook een Marsjroetka-verbinding met Jekaterinenburg.

## Demografie
| 1897  | 1959   | 1970  | 1979  | 1989  | 2002  |
| ----- | ------ | ----- | ----- | ----- | ----- |
| 3.200 | 10.700 | 9.700 | 8.900 | 9.000 | 7.800 |